# Kokkola
Kokkola (Zweeds: Karleby of Gamlakarleby) is een gemeente en stad in de Finse provincie West-Finland en in de Finse regio Centraal-Österbotten. De gemeente heeft een landoppervlakte van 1.445,96 km² en telt 48.006 inwoners (2022).
In 2009 zijn de gemeenten Lohtaja, Kälviä en Ullava bij Kokkola gevoegd. 
Kokkola is een tweetalige gemeente met Fins als meerderheidstaal (± 80%) en Zweeds als minderheidstaal.
In Kokkola is een kobaltraffinaderij van Umicore gevestigd.

## Geboren in Kokkola
- Ville Nylund (1972), voetballer
- Juha Reini (1975), voetballer
- Sebastian Mannström (1988), voetballer

Halsua · Kannus · Kaustinen · Kokkola · Lestijärvi · Perho · Toholampi · Veteli
Voormalige gemeenten:
Himanka · Kaarlela · Kälviä · Lohtaja · Ullava · Öja